# Howden Ganley

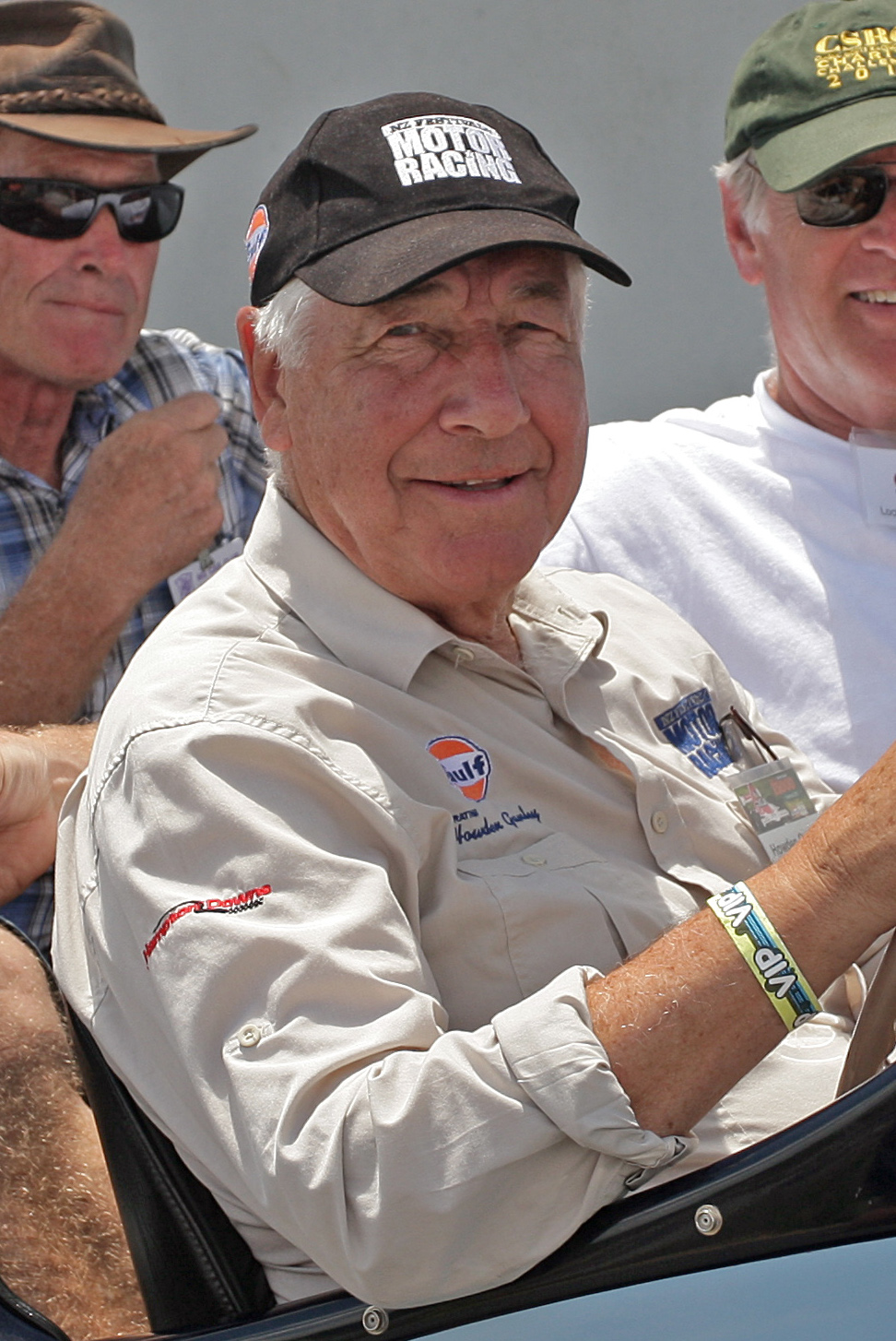
Howden Ganley in 2015

James Howden Ganley (Hamilton, Nieuw-Zeeland, 24 december 1941) is een voormalig Formule 1-coureur uit Nieuw-Zeeland. Hij reed tussen 1971 en 1974 41 Grands Prix voor de teams BRM, Iso Marlboro, March Engineering en Maki.